# ويليام برترام (سياسي)
ويليام برترام (بالإنجليزية: William Bertram)‏ هو سياسي أسترالي، ولد في 11 يناير 1875 في هميلتون في المملكة المتحدة، وتوفي في 11 يونيو 1957 في أستراليا. حزبياً، نشط في حزب العمال الأسترالي. وقد انتخب Speaker of the Legislative Assembly of Queensland ‏ وانتخب عضو المجلس التشريعي ولاية كوينزلاند.